# Weir Farm National Historic Site
Pour les articles homonymes, voir Weir.
Le Weir Farm National Historic Site est une aire protégée américaine dans le comté de Fairfield, dans le Connecticut. Créé en 1990 et inscrit au Registre national des lieux historiques le 31 octobre de cette même année, ce site historique national protège une ferme autrefois fréquentée par Julian Alden Weir et d'autres peintres.